# سنا سولبرغ
سنا سولبرغ (بالنرويجية: Sanna Solberg‏) مواليد 16 يونيو 1990 في باروم، هي لاعبة كرة يد نرويجية تلعب كجناح أيسر. مثلت منتخب النرويج لكرة اليد للسيدات. شاركت في دورة الألعاب الأولمبية الصيفية سنة 2016. حققت المركز الأول في بطولة العالم لكرة اليد للسيدات 2015.

## سجل المنافسة
شاركت في البطولات التالية:
- الألعاب الأولمبية الصيفية 2016
- بطولة العالم لكرة اليد للسيدات 2013
- بطولة العالم لكرة اليد للسيدات 2015
- بطولة أوروبا لكرة اليد للسيدات 2014
- بطولة أوروبا لكرة اليد للسيدات 2016

## الإنجازات
- الألعاب الأولمبية الصيفية:
  - الميدالية البرونزية: 2016
- بطولة العالم لكرة اليد للسيدات:
  - الفوز: 2015
- بطولة أوروبا لكرة اليد للسيدات:
  - الفوز: 2014، 2016
- بطولة العالم لكرة اليد للسيدات ناشئين:
  - الفوز: 2010

## روابط خارجية
- سنا سولبرغ على موقع الاتحاد الدولي لكرة اليد (الإنجليزية)
- سنا سولبرغ على موقع الاتحاد الأوروبي لكرة اليد (الإنجليزية)
- سنا سولبرغ على موقع الاتحاد النرويجي لكرة اليد (النرويجية)
- سنا سولبرغ على موقع اللجنة الأولمبية الدولية (الإنجليزية)
- سنا سولبرغ على موقع أوليمبيديا (الإنجليزية)